# Изутдинов, Гаджимурад Изамутдинович
Гаджимурад Изамутдинович Изутдинов (род. 22 июля 1986 года, Железногорск, Курская область, РСФСР, СССР) — префект Северного административного округа Москвы с 12 ноября 2021 года.

## Биография
Родился 22 июля 1986 года в Железногорске Курской области. 
Получил высшее образование, окончив Московский государственный университет по направлению «Экономика» и магистратуру по специальности «Государственное и муниципальное управление».
Начал свою деятельность на государственной службе в 2008 году. За 5 лет прошёл путь от должности специалиста 1-й категории до заместителя начальника управления Департамента капитального ремонта города Москвы.
С марта 2013 года по январь 2015 года работал заместителем главы управы по вопросам жилищно-коммунального хозяйства и благоустройства района Проспект Вернадского города Москвы; с января 2015 года по декабрь 2016 года был главой управы района Проспект Вернадского; с декабря 2016 года по октябрь 2017 года являлся заместителем руководителя Департамента капитального ремонта Москвы.
С октября 2017 года по ноябрь 2021 года трудился заместителем префекта Северного административного округа Москвы, а 12 ноября 2021 года Указом Мэра Москвы Сергея Собянина назначен на должность префекта Северного административного округа города.

## Семья
Женат, воспитывает троих детей.

## Награды
- Медаль ордена «За заслуги перед Отечеством» II степени;
- Почетный работник жилищно-коммунального хозяйства России;
- Благодарность президента Российской Федерации;
- Имеет медали и почетные знаки, благодарности и благодарственные письма от Мэра Москвы, УФСБ России по Москве и МО, МЧС России,  Государственной думы России, Московской городской Думы, Московской городской избирательной комиссии и других органов исполнительной власти.